# Музей мировой погребальной культуры
Музей мировой погребальной культуры — новосибирский музей, посвящённый похоронным традициям различных народов. Является единственным в России музеем данной направленности. Музей расположен в Парке памяти Новосибирского крематория. Музей входит в Международную федерацию танатологических ассоциаций (англ. International Federation of Thanatologists Associations).

## История музея
Музей создан президентом международной выставки «Некрополь», академиком Европейской академии естественных наук и вице-президентом Союза похоронных организаций и крематориев, предпринимателем С. Б. Якушиным. По словам Якушина, основной целью создания музея была «нормализация мемориальной культуры российского общества». В общей сложности на создание музея было потрачено 14 млн долларов. Официальное открытие произошло 14 мая 2012 года на территории Парка памяти новосибирского крематория в здании бывшей котельной базы «Военторга».
В 2013, 2014 и 2015 годах музей принимал участие в акциях «Ночь музеев». В 2013 году программа называлась «Танго смерти в XXI веке». Программа 2014 года носила название «Страшная сказка на ночь…» и включала в себя инсталляции, панорамы, картины, составленные по мотивам русских и иностранных сказок. В 2015 году основной темой была Великая Отечественная война.
В 2015 году музей выступил в качестве организатора во Всероссийском выставочном центре выставки похоронного дела «Некрополь-Tanexpo World Russia 2015», являющейся единственным в России форумом, посвящённым траурной атрибутике и похоронному делу.
Музеем проводился театральный квест «Ангелы и демоны», парад катафалков, а также направленное против наркомании показательное сожжение гроба со шприцами.
Новосибирский музей мировой погребальной культуры входит в Международную федерацию танатологических ассоциаций (International Federation of Thanatologists Associations) и является единственным музеем погребальной культуры в России. Музей включён в программу сохранения мирового наследия похоронной культуры при ЮНЕСКО.

## Коллекции музея
Основу коллекций музея составляют экспонаты XIX — начала XX веков. Всего музей содержит несколько десятков тысяч экспонатов, среди них около 200 траурных платьев XIX века, модели катафалков, около 10 000 гравюр похоронной тематики, около 1000 картин и скульптур, а также около 9000 фотографий и 11 000 открыток, присутствует ряд медальных экспонатов. В музее хранятся различные образцы официальных документов, заключений судебной экспертизы, листовки, некрологи, фирменные бланки, и т. п. Всего документальный фонд насчитывает около 6000 экспонатов.
В музее имеются разделы посвящённые кладбищенской архитектуре, исследуются типологии намогильного креста и могильных плит XIX века.